# 28 d'abril
El 28 d'abril és el cent divuitè dia de l'any del calendari gregorià i el cent dinovè en els anys de traspàs. Queden 247 dies per finalitzar l'any.

## Esdeveniments
Països Catalans
- 1879 - Barcelona: estrena de Gala Placidia, d'Àngel Guimerà, al Teatre Principal, en sessió privada.[1]
- 1907 - Barcelona: surt el primer número de Feminal, publicació feminista mensual en català, dirigida per Carme Karr i que es publicarà fins al 1917.
- 1936 - Barcelona: Josep i Miquel Badia, coneguts com els germans Badia, són assassinats quan sortien del seu domicili, al Carrer Muntaner.
- 2025 - Una apagada massiva deixa la península Ibèrica i part de França sense electricitat des de migdia.[2]

Resta del món
- 1760 - Ciutat de Quebec, Canadà: els francesos obtenen la seva última victòria a la Guerra Franco-Índia en la batalla de Sainte-Foy.[3]
- 1789 - Oceà Pacífic: es fa el Motí del Bounty entre la tripulació del vaixell HMS Bounty de la Royal Navy britànica.[4]
- 1794 - Els habitants de Càller prenen la ciutadella i expulsen les autoritats piemonteses de Sardenya.
- 1865 - París: S'estrena l'òpera L'Africane de Giacomo Meyerbeer.[5]
- 1919 - L'Assemblea plenària de la Conferència de Versalles aprova el reglament orgànic de la Societat de Nacions.[6]
- 1981 - Galícia: aprovació definitiva i promulgació de l'Estatut d'Autonomia de Galícia.
- 1982 - Madrid, Espanya: El Congrés espanyol aprova l'Estatut d'Autonomia de la Comunitat Valenciana.
- 1945 - Madrid: és afusellat al camp de tir de Carabanchel el dirigent comunista i líder guerriller José Vitini.
- 1952 - Japó ocupat: Entra en vigor el Tractat de San Francisco. El Japó torna a ser un estat independent.[7]
- 1989 - Madrid, Espanya: el govern espanyol ratifica el Conveni europeu per a la prevenció de la tortura i els tractes inhumans o degradants.[8]

## Naixements
Països Catalans
- 1885 - Cocentaina, el Comtat: Enrique Pérez Margarit, músic compositor i director de banda valencià.
- 1942 - Castelló d'Empúries, Alt Empordà: Joan Alsina i Hurtós, capellà català, assassinat a Xile pel règim de Pinochet (m. 1973).[9]
- 1961 - Isabel Maria Oliver Sagreras, una biòloga i política mallorquina
- 1985 - Barcelona: Nausicaa Bonnín i Dufrenoy, actriu catalana de teatre, cinema i televisió.[10]
- 1992 - Santa Margarida de Montbui: Mireia Conde Mateos, esportista catalana, pilot de trial.[11]
- 1999 - Beniparrell: Ana Puertes Espadas, pilotaire valenciana, jugant en la modalitat de raspall.[12]

Resta del món
- 1442 - Rouen, Normandia: Eduard IV d'Anglaterra, rei d'Anglaterra (m. 1483).[13]
- 1758 - Comtat de Westmoreland, Virgínia, EUA: James Monroe, president dels Estats Units (m. 1831).[14]
- 1777 - Algesires, Espanya: José Joaquín Primo de Rivera y Ortiz de Pinedo fou un militar i polític espanyol.
- 1819 - Jackson (Maine, EUA): Ezra Abbott, bibliotecari (m. 1884).
- 1845 - Kalisz: Anastazy Wilhelm Dreszer, compositor polonès.
- 1854 - Portsea: Hertha Marks Ayrton, matemàtica, física, enginyera i inventora anglesa (m. 1923).[15]
- 1868 - Nova York: Hélène de Pourtalès, regatista suïssa, primera dona a guanyar una medalla en uns Jocs Olímpics (m. 1945).[16]
- 1869 - Dunedin, Nova Zelanda: Frances Hodgkins, pintora neozelandesa establerta a la Gran Bretanya (m.1947).[17]
- 1878 - Filadèlfia, EUA: Lionel Barrymore, actor nord-americà.
- 1838 - Amsterdam, Països Baixos: Tobias Michael Carel Asser, jurista neerlandès i Premi Nobel de la Pau de l'any 1911 (m. 1913).[18]
- 1885 - Sonzacate, El Salvador: Prudencia Ayala, escriptora, activista social i política salvadorenca (m. 1936).[19]
- 1889 - Vimeiro, Portugal: António de Oliveira Salazar, dictador portuguès (m. 1970).[20]
- 1895 - Parísː Edmée de La Rochefoucauld, dona de lletres francesa, escriptora i filòsofa (m. 1991).[21]
- 1898 - Belarús (Imperi Rus): Seymour Lubetzky, bibliotecari establert als EUA, un dels teòrics fonamentals de la catalogació documental moderna (m. 2003).
- 1900 - Noyelles-Godault, Pas de Calais, (França): Maurice Thorez, polític francès, secretari general del Partit Comunista Francès entre 1930 i 1964 (m. 1964).[20]
- 1906 - Brno, Imperi Austrohongarès: Kurt Gödel, matemàtic austríac-americà (m. 1978).[22]
- 1908 - Svitavy, Bohèmia, Imperi Austrohongarès: Oskar Schindler, empresari alemany (m. 1974).[23]
- 1920 - Venècia, Itàlia): Bruno Maderna, compositor i director d'orquestra italià (m. 1973).[24]
- 1923 - l'Havana: Fina García Marruz, poetessa i investigadora literària cubana.[25]
- 1924 - Chinsali, Rhodèsia del Nord, Kenneth Kaunda, també anomenat KK, fou el primer President de Zàmbia, del 1964 al 1991.[20]
- 1926 - Monroeville, Alabama: Harper Lee, escriptora nord-americana (m. 2016).[26]
- 1929 - Berlín: Renate Mayntz, sociòloga alemanya.[27]
- 1930 - Amarillo, Texas, Estats Units: Carolyn Jones, actriu estatunidenca que participà en la sèrie La família Addams (m. 1983).
- 1932 - Artemisa, Cuba: Ramiro Valdés, comandant de la Revolució Cubana.[28]
- 1937 - Tikrit, Iraq: Saddam Hussein, dictador iraquià (m. 2006).[20]
- 1941:
  - - Valsjöbyn, Jämtland: Ann-Margret, actriu i cantant estatunidenca nascuda a Suècia.
  - - Filadèlfia, Pennsilvània (EUA): Karl Barry Sharpless, químic nord-americà, Premi Nobel de Química de l'any 2001.[29]
- 1944 - Madrid: Enriqueta Carballeira, actriu espanyola.[30]
- 1948 - Beaconsfield, els EUA: Terry Pratchett, escriptor anglès (m. 2015).[31]
- 1953 - Santiago de Xile: Roberto Bolaño, novel·lista i poeta xilè.[32]
- 1960 - Devínska Nová Ves, Txecoslovàquia: Peter Pišťanek escriptor eslovac.
- 1961 - Macerata: Laura Boldrini, política italiana; ha estat presidenta de la Cambra dels Diputats italiana.[33]
- 1962 - Bad Homburg, Hessen: Susanne Klatten, multimilionària i empresària alemanya.[34]
- 1974 - Madrid, Espanya: Penélope Cruz, actriu espanyola.[35]

## Necrològiques
Països Catalans
- 1528 - Salern, Regne de Sicília: Hug de Montcada i de Cardona, militar i poeta valencià (n. 1478).[36]
- 1901 - Sabadell: Joan Massagué i Vilarrúbias, alcalde de Sabadell.
- 1936 - Barcelona: els germans Josep i Miquel Badia, militants d'Estat Català, assassinats per quatre pistolers vinculats a la FAI.
- 2011 - Barcelona: Isabel Solsona i Duran, poetessa i traductora catalana (n. 1913).[37]

Resta del món
- 1716 - Saint-Laurent-sur-Sèvre (França): Louis-Marie Grignion de Montfort, prevere i teòleg francès, fundador de les congregacions de les Filles de la Saviesa, la Companyia de Maria Monfortana i els Gabrielistes (n. 1673).[38]
- 1721 - Jamaica: Mary Read, dona pirata anglesa de principis del segle xviii (n. 1695).[39]
- 1829: Karl Gottlieb Umbreit, organista i compositor alemany.
- 1858 - París: Émilie Bigottini, ballarina francesa d'ascendència italiana (n. 1784).[40]
- 1940 - Milà: Luisa Tetrazzini, soprano italiana, una de les més cèlebres de la seva generació (n. 1871).[41]
- 1945, Giulino di Mezzegra, Regne d'Itàlia: Benito Mussolini, dictador italià (n. 1883).[42]
- 1954 - París, França: Léon Jouhaux, activista francès i Premi Nobel de la Pau de l'any 1951 (n. 1879).[43]
- 1960 - Santiago de Xile (Xile): Carlos Ibáñez del Campo,militar, polític i dictador xilè. Va ser President de la República en dues ocasions. (n. 1877).[20]
- 1977 - Nova York, Estats Units: Ricardo Cortez, actor i director de cinema estatunidenc d'origen austríac.
- 1984 - Tauranga (Nova Zelanda): Sylvia Ashton-Warner, escriptora, poetessa i educadora neozelandesa (n. 1908).[44]
- 2009:
  - Montevideo: Idea Vilariño, poeta, traductora, crítica literària, compositora i assagista uruguaiana (n. 1920).[45]
  - Moscou: Iekaterina Maksímova, ballarina russa de fama internacional (n. 1939).[46]
- 2012 - Santander, Espanya: Matilde Camus poetessa i investigadora.[47]
- 2021 - Naples, Floridaː Michael Collins, astronauta. Va ser el pilot del mòdul de comandament de l'Apol·lo 11 (n. 1930).[48]

## Festes i commemoracions
- Dia Mundial de la Salut Laboral
- Dia de Sardenya
- Onomàstica: sants Pere Chanel; Vidal de Ravenna, Valèria de Milà i Ursicí, màrtirs; Prudenci d'Àlaba, bisbe; Lluís Maria Grignon de Montfort, fundador de les congregacions de les Filles de la Saviesa, la Companyia de Maria Monfortana i els Gabrielistes; Gianna Beretta Molla, mare; beat Luquesi i Buonadonna de Poggibonsi, franciscà; servent de Déu Marc Castanyer i Seda, prevere i fundador de les Filipenses Missioneres de l'Ensenyament.